# Eric Hänni
Eric Hänni (19. prosince 1938 Delémont – 25. prosince 2024) byl švýcarský judista, stříbrný olympijský medailista v lehké váze.

## Sportovní kariéra
Po rozvodu rodičů ho vychovával strýc, vyučil se nástrojařem a pracoval v továrně Von Roll. Byl členem klubu JC Delémont a později Nippon Curych, získal pět titulů mistra Švýcarska v soutěži družstev a sedm v soutěži jednotlivců (1959, 1962 a 1964 ve váze do 68 kilogramů, 1965, 1969 a 1970 do 70 kilogramů a 1971 do 80 kilogramů). Vybojoval bronzovou medaili na mistrovství Evropy v judu 1964 v Berlíně. Při premiéře juda na olympijských hrách 1964 vyhrál čtyři zápasy a postoupil až do finále, kde ho porazil domácí Takehide Nakatani. Jeho úspěch vedl k nárůstu popularity juda ve Švýcarsku. Třikrát startoval na mistrovství světa a dvanáctkrát na mistrovství Evropy, v roce 1965 vyhrál novinářskou anketu o nejlepšího sportovce Švýcarska.

## Další aktivity
Aktivní kariéru ukončil v roce 1974. Působil jako judistický rozhodčí, byl místopředsedou švýcarské asociace juda a reprezentačním trenérem, v letech 1972 až 1995 provozoval vlastní sportovní školu. V roce 2014 získal jako první Švýcar v historii devátý dan. Věnoval se také závodnímu rock and rollu a motocyklovým soutěžím, stal se mistrem Švýcarska v terénním závodě.